# Edward Burnett Tylor
Sir Edward Burnett Tylor (født 2. oktober 1832, død 2. januar 1917), engelsk antropolog, født i Camberwell, London, søn af Joseph Tylor og Harriet Skipper. Alfred Tylor, geolog, var en ældre bror.
Mellem 1855 – 1856 rejste han i USA. Herefter i 1856 til Cuba, hvor han mødte etnologen Henry Christy. Sammen besøgte de Mexico. Tylors møde med Christy vækkede hans interesse for antropologi, og hans besøg i Mexico med dets mange forhistoriske minder fik ham til at foretage et systematisk studie af videnskaben. Mange af hans teorier er baseret på forestillingen om evolutionær udvikling i lige linje. De betragtes som racistiske teorier i dag og er nu forladt.
Under et besøg til Cannes nedskrev han sine observationer og gav dem titlen Anahuac; or, Mexico and the Mexicans, Ancient and Modern, som blev publiceret i 1861. I 1865 udkom Researches into the Early History of Mankind, som gjorde Tylor berømt. Denne bog blev i 1871 efterfulgt af den mere gennemarbejdede Primitive Culture: Researches into the Development of Mythology, Philosophy, Religion, Language, Art and Custom. I 1881 publicerede Tylor en mindre og populærvidenskabelig bog om antropologi.
I 1871 blev han valgt til Fellow af the Royal Society, og i 1875 modtog han æresmedaljen Doctor of Civil Laws fra Oxford Universitet. Han blev udnævnt til Keeper of the University Museum på Oxford i 1883, og Reader in Anthropologi i 1884. I 1888 blev han udnævnt til Gifford lecturer på Aberdeens universitet. I 1896 blev han professor i Antropologi på Oxford og blev slået til ridder i 1912.
Tylor var positivist. Positivister mener, at religion er opspind, da det hverken kan måles eller vejes, og da der ikke er nogle håndgribelige eller synlige beviser på religionens teorier. Tylor mente også, at det der er mest interessant ved religionen, er dens oprindelse – ikke det strukturelle. Udviklingen er gået fra simpel til kompleks, og vi er stadig under udvikling. Dette kan sammenlignes med Charles Darwins ”Survival of the fittest” teori. Vi er stadig under udvikling og bliver stadig mere komplicerede. De er begge evolutionister.
Tylor sagde, at religionen er et produkt af intellektuelt arbejde. Det er en forklarende instans, der hjælper os igennem dagens ukontrollable problemer. Religionen opstod altså pga. manglende forklaringer på forskellige ting og er derfor også dårlig videnskab. Hvis det virkelig hænger sammen, som Tylor sagde, burde religionen være uddød nu, men eftersom det ikke er tilfældet, er de fleste nuværende religionsforskere ikke intellektualister, ligesom Tylor var.
Tylors evolutionistiske religionshistorie er opdelt i ”De vilde”, ”De barbariske” og ”De civiliserede”. ”De vilde” stammer tilbage fra urtiden, hvor folks drømme førte til tanker om liv og død. Herefter begyndte man at tænke på, at hvert individ havde deres egen sjæl, og at der var forskellige riger og tilstande. Ud af dette udvikledes animisme, som er en forestilling om, at der ikke eksisterer noget, der ikke er besjælet. Blandt “De barbariske” begynder forestillingen omkring guder at opstå. Der er et hierarki blandt menneskene på jorden og på samme måde i himlen, der var altså flere guder (polyteisme). I nutiden altså i ”De civiliseredes” periode opstår monoteismen, kun én Gud.

## Eksterne links
- Edward Burnett Tylor: Anahuac : or, Mexico and the Mexicans, Ancient and Modern (Project Gutenberg) Arkiveret 29. september 2007 hos  Wayback Machine

1. ↑  Navnet er anført på engelsk og stammer fra Wikidata hvor navnet endnu ikke findes på dansk.
2. ↑  Navnet er anført på engelsk og stammer fra Wikidata hvor navnet endnu ikke findes på dansk.